# Arquidiócesis de Sant'Angelo dei Lombardi-Conza-Nusco-Bisaccia
La arquidiócesis de Sant'Angelo dei Lombardi-Conza-Nusco-Bisaccia (en latín: Archidioecesis Sancti Angeli de Lombardis-Compsana-Nuscana-Bisaciensis y en italiano: Arcidiocesi di Sant'Angelo dei Lombardi-Conza-Nusco-Bisaccia) es una circunscripción eclesiástica de la Iglesia católica en Italia. Se trata de una arquidiócesis latina, sufragánea de la arquidiócesis de Benevento. Desde el 27 de octubre de 2012 su arzobispo es Pasquale Cascio.

## Territorio y organización

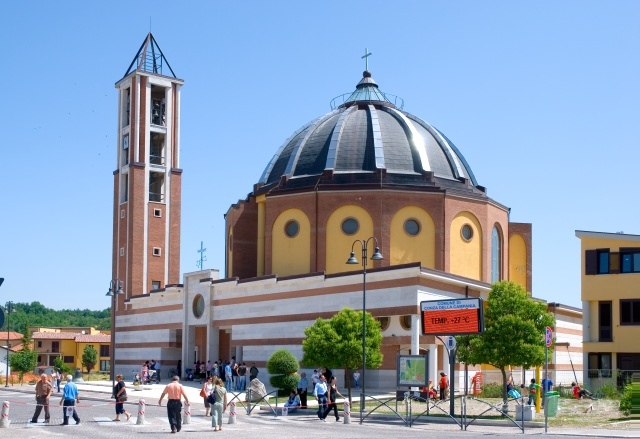
Concatedral de Santa María Asunta, en Conza della Campania

La arquidiócesis tiene 1193 km² y extiende su jurisdicción sobre los fieles católicos de rito latino residentes en 30 comnas de la provincia de Avellino en la región de Campania: Andretta, Aquilonia, Bagnoli Irpino, Bisaccia, Cairano, Calabritto, Calitri, Caposele, Cassano Irpino, Castelfranci, Castelvetere sul Calore, Conza della Campania, Frigento, Gesualdo, Guardia Lombardi, Lioni, Montella, Montemarano, Monteverde, Morra De Sanctis, Nusco, Rocca San Felice, Sant'Andrea di Conza, Sant'Angelo dei Lombardi, Senerchia, Sturno, Teora, Torella dei Lombardi, Villamaina y Volturara Irpina.

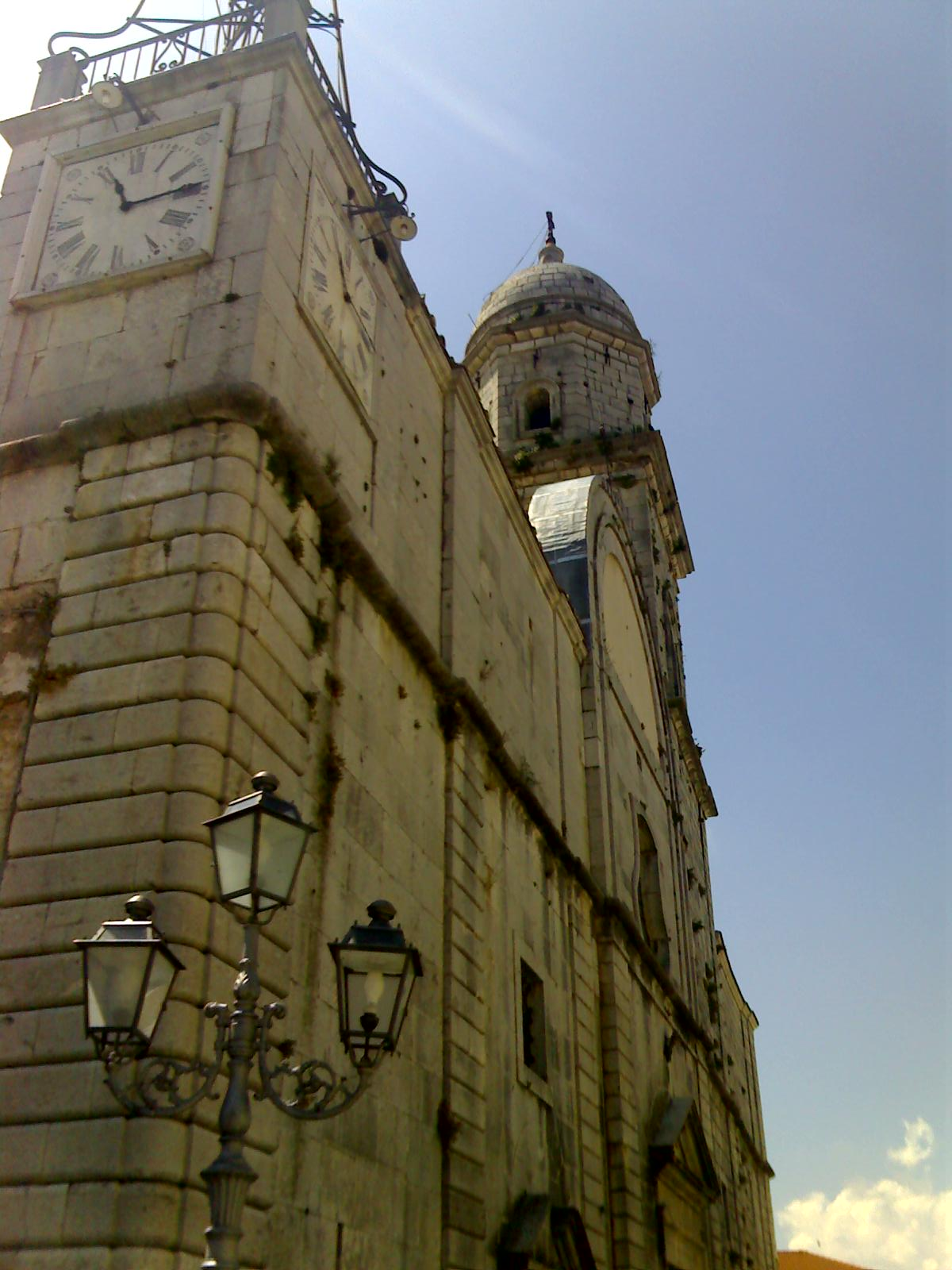
Concatedral de San Amadeo, en Nusco

La sede de la arquidiócesis se encuentra en la ciudad de Sant'Angelo dei Lombardi, en donde se halla la Catedral de San Antonino Mártir. La arquidiócesis tiene 3 concatedrales: de Santa María Asunta, en Conza della Campania; de San Amadeo, en Nusco; y de la Natividad de la Virgen María, en Bisaccia. En Materdomini (comuna de Caposele) se encuentra la basílica menor y santuario de San Gerardo Mayela. Forman parte de la diócesis tres centros que fueron en el pasado sedes episcopales: Frigento, Montemarano y Monteverde, en donde se encuentran las excatedrales dedicadas respectivamente a Santa María Asunta, a la Asunción de Nuestra Señora y a Santa María Mayor.

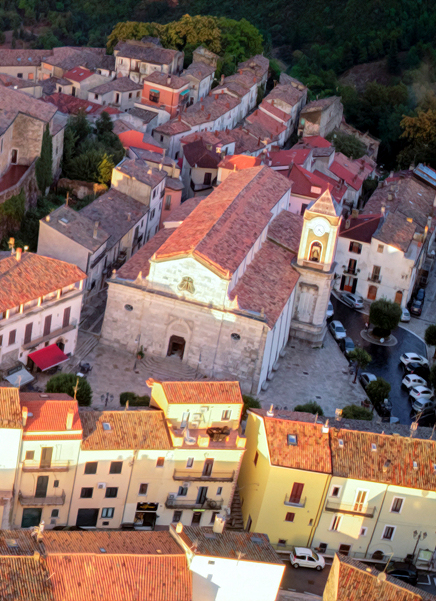
Concatedral de la Natividad de la Virgen María, en Bisaccia

En 2022 en la arquidiócesis existían 36 parroquias.

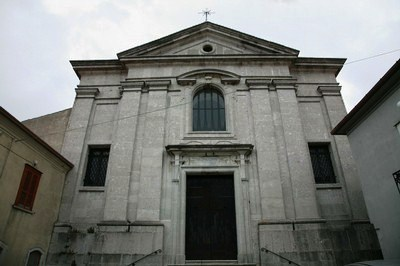
Excatedral de Santa María Asunta, en Frigento

En la jurisdicción eclesiástica hay 13 santuarios diocesanos:
- santuario de la Vergine Stella del Mattino, en Andretta;
- santuario de Maria Santissima della Neve, en Calabritto;
- santuario de san Gerardo Maiella, en Caposele;
- santuario de Santa Maria delle Grazie, en Castelvetere sul Calore;
- santuario de la Beata Vergine del Buon Consiglio, en Frigento;
- santuario de San Rocco, en Lioni;
- santuario de Santa Maria del Piano, en Lioni;
- santuario de San Francisco, en Folloni di Montella;
- santuario del Santísimo Salvador, en Montella;
- santuario de Santa Lucia Vergine e Martire, en Morra De Sanctis;
- santuario de Santa Felicita, en Rocca San Felice;
- abadía del Goleto, en Sant'Angelo dei Lombardi;
- santuario de San Michele Arcangelo, en Senerchia.

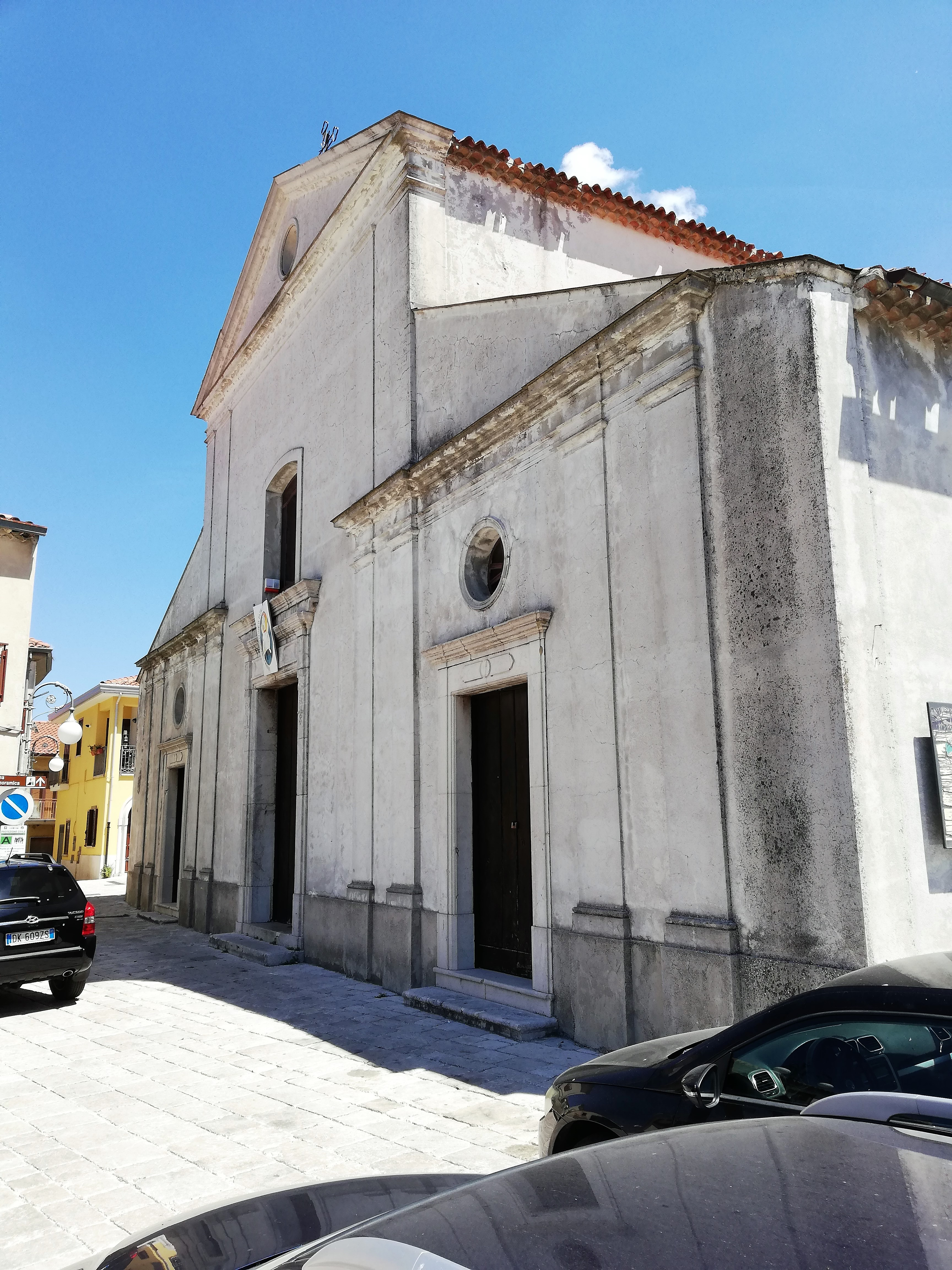
Excatedral de la Asunción de Nuestra Señora, en Montemarano

En Nusco, en el antiguo palacio episcopal, está instalado el museo diocesano de arte sacro, que recoge "los testimonios histórico-artísticos creados, a lo largo de los siglos, por las distintas comunidades creyentes, que constituyen la actual arquidiócesis".

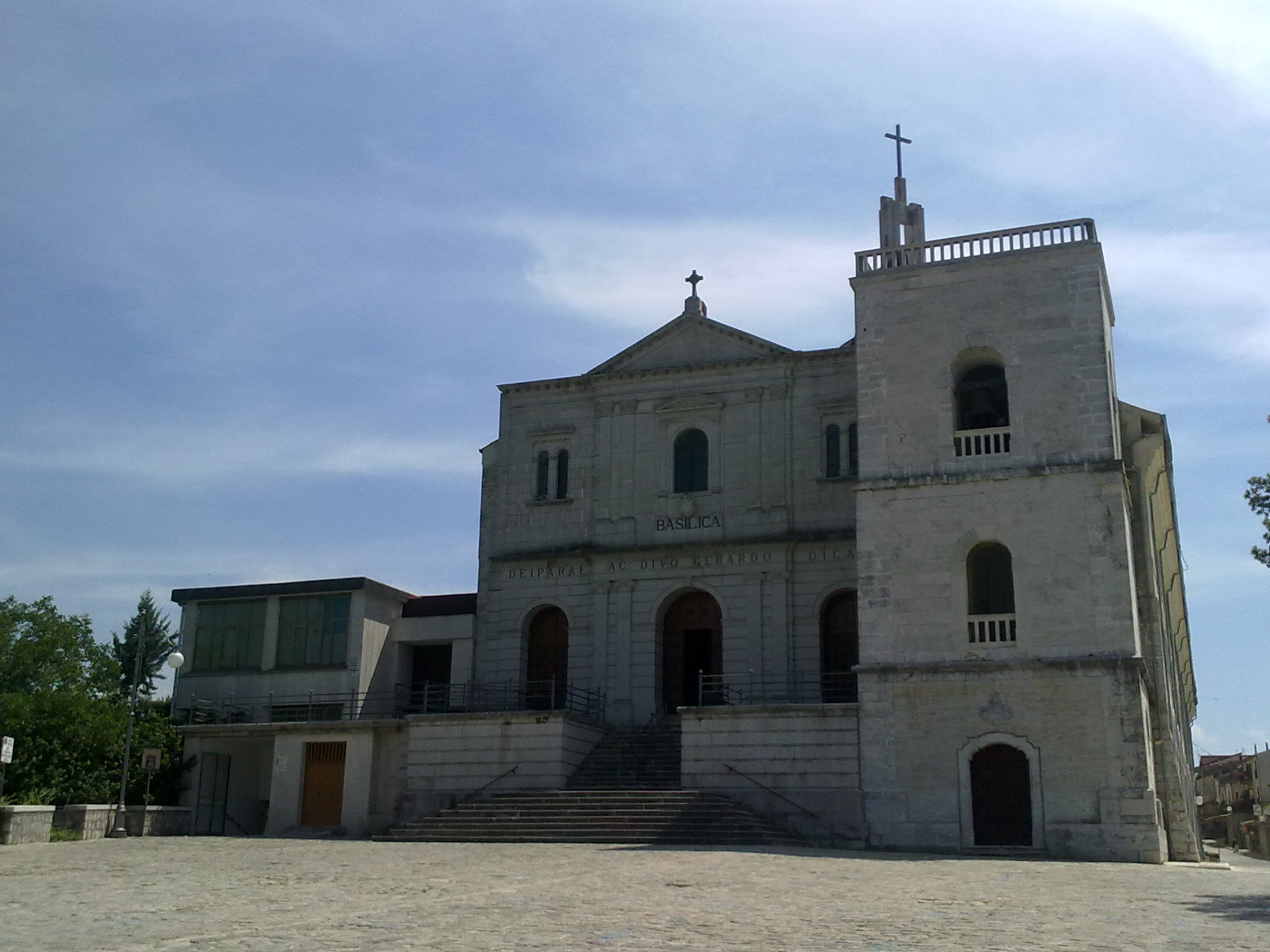
Basílica de San Gerardo Mayela, dedicada al santo redentorista, se encuentra en la fracción Materdomini de la comuna de Caposele

## Historia
La arquidiócesis actual nació en 1986 de la unión de cuatro antiguas sedes episcopales: Nusco, Bisaccia, Conza y Sant'Angelo dei Lombardi.

### Nusco
La diócesis de Nusco fue erigida durante el pontificado del papa Gregorio VII. Alfano I, arzobispo de Salerno, fue el responsable de la consagración del primer obispo, san Amado, durante o después de 1076, año en el que los normandos de Roberto Guiscardo conquistaron Conza.
La nueva diócesis era sufragánea de la arquidiócesis de Salerno e incluía el antiguo gastaldato lombardo de Montella, compuesto por cuatro centros habitados: Montella, Bagnoli, Cassano y Nusco.
A san Amado también le correspondió la fundación de la abadía benedictina de Santa María de Fundiliano (Fontigliano), que permaneció sujeta al obispado nusco hasta 1164, cuando obtuvo la inmediata sujeción a la Santa Sede.; habiendo caído en ruinas, fue unida a la mensa episcopal de Nusco por el papa Pío II en 1461.
A finales del siglo XV, con motivo del cuarto centenario de la muerte de san Amado, el obispo Antonio Maramaldo estableció en Nusco el Monte frumentario, uno de los primeros del sur de Italia.
Los obispos tuvieron dificultades para implementar los decretos de reforma del Concilio de Trento en la diócesis. Benedetto Giacinto Sangermano fue responsable de una visita pastoral a la diócesis y de la celebración de un sínodo diocesano en 1680. Como varios de sus predecesores, Sangermano también tuvo que abandonar la diócesis debido a la oposición a sus intentos de reforma y fue reemplazado por un vicario apostólico. Recién en el siglo XVIII fue establecido el seminario episcopal por Francesco Antonio Bonaventura (1758).
El 27 de junio de 1818, mediante la bula De utiliori del papa Pío VII, la diócesis de Montemarano fue suprimida y su territorio, formado por las comunas de Montemarano, Volturara, Castelfranci y Castelvetere, fue incorporado al de la diócesis de Nusco.
En el momento de la unión con las diócesis de Bisaccia, Conza y Sant'Angelo dei Lombardi, la diócesis de Nusco incluía 16 parroquias en las comunas de Bagnoli Irpino, Cassano Irpino, Castelfranci, Castelvetere sul Calore, Montella (6), Montemarano, Nusco (3) y Volturara Irpina (2).

### Bisaccia
La diócesis de Bisaccia probablemente fue erigida en el siglo XI. De hecho, el primer obispo conocido fue Basilio, mencionado en un diploma de 1097, donde aparece como testigo de unas donaciones concedidas por Goffredo de Andría. Para el siglo XII sólo se conocen tres obispos: Atinolfo, documentado en una carta de 1138; Ricardo, cuya firma figura en un diploma de 1174 y que participó en el III Concilio de Letrán de 1179; y Guglielmo, que participó en la consagración de la iglesia de San Marco en Bovino en 1197.
La diócesis era una de las sufragáneas de la arquidiócesis de Conza. Esta dependencia fue sancionada por el papa Inocencio III con la bula In eminenti del 11 de noviembre de 1200, que confirmó los privilegios anteriores concedidos por los pontífices Alejandro III (1159-1181) y Lucio III (1181-1185).
La diócesis incluía tres núcleos habitados: Bisaccia, Vallata y Morra. Debido a la pobreza de los ingresos de la mensa episcopal, el papa León X en 1513 estableció la unión aeque principaliter de Bisaccia con Sant'Angelo dei Lombardi, pero esta unión fue suspendida en 1517. El papa Paulo III restableció la unión con la bula Aequum reputamus del 3 de noviembre de 1534, decidiendo que el obispo superviviente reuniría las dos sedes. La unión tuvo lugar en 1540 tras la muerte del obispo Nicola Volpe de Bisaccia, y Rainaldo Cancellieri se convirtió en el primer obispo de las dos diócesis unidas.
A principios del siglo XIX el cabildo de la Catedral de la Natividad de la Virgen María estaba integrado por tres dignidades (cantor, primicerio y tesorero) y siete canónigos. En la ciudad episcopal existió un monasterio de los franciscanos conventuales, suprimido durante el régimen napoleónico.
Eran originarios de Bisaccia, Nicola, que fue obispo de Montemarano de 1350 a 1364, y Arcangelo Gabriele Cela, obispo de Anglona-Tursi (1819-1822). También hubo dos obispos nativos de Vallata, Antonio de Cozza, obispo de Lacedonia (1428), y Giovanni Battista Capuani, obispo de Belcastro (1729-1752). Finalmente, Morra fue la cuna de Nicola Cicirelli, obispo de Gravina (1758-1790), y de Domenico Lombardi, obispo auxiliar de Nápoles y titular de Lares.

### Sant'Angelo dei Lombardi

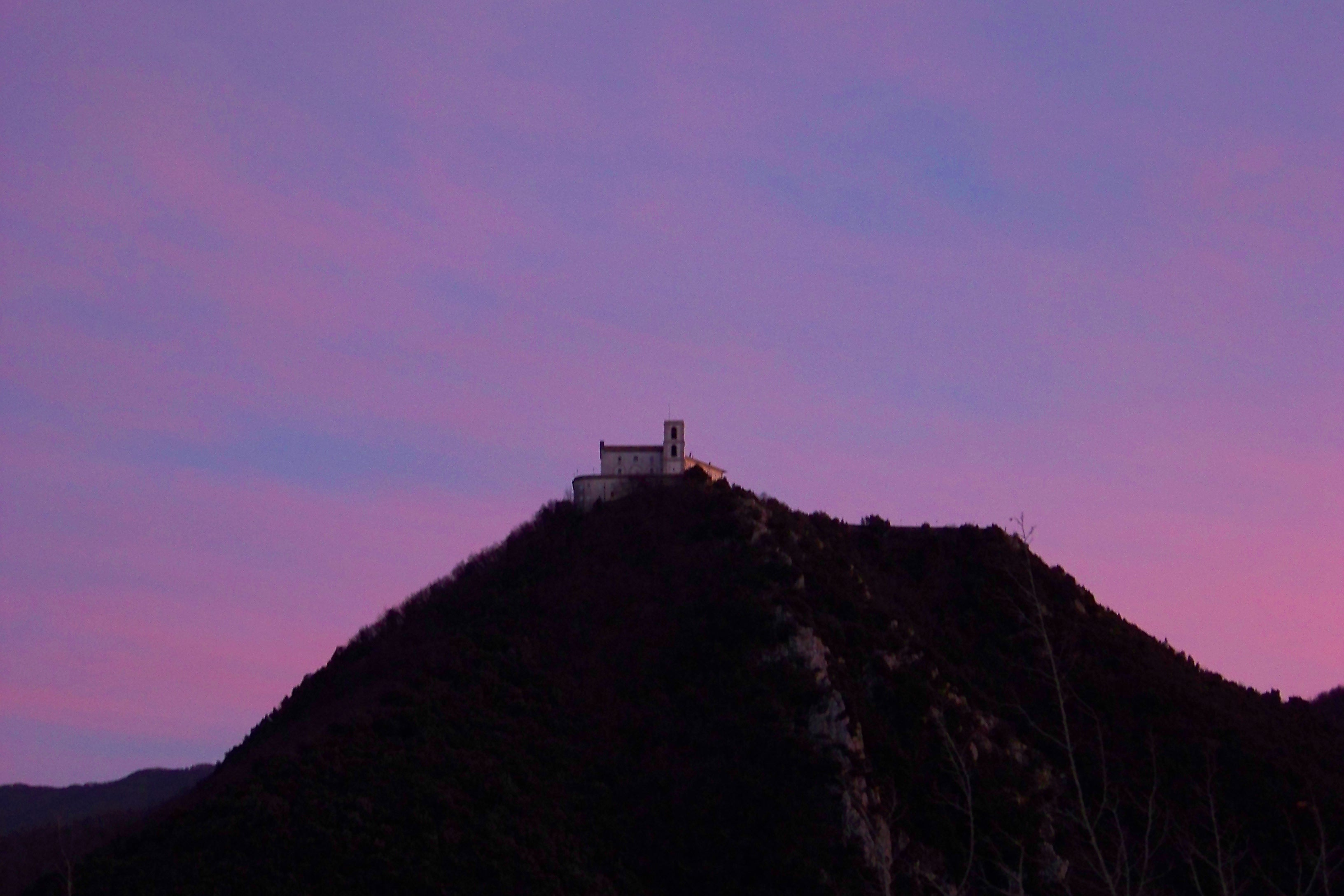
Santuario del Santísimo Salvador en las inmediaciones de Montella

La diócesis de Sant'Angelo dei Lombardi se remonta al siglo XI, en el período en que el territorio pasó del principado lombardo de Salerno a los nuevos gobernantes normandos y, como en otros casos similares, «entra plenamente en el esquema de la fortificación normanda y la posterior promoción del nuevo centro como obispado".
La primera mención de uno de sus obispos se encuentra en un documento del papa Gregorio VII, sin fecha pero atribuible al período 1080/1085, donde se hace mención de un obispo R. que, junto con otros obispos, debe el debido respeto al arzobispo Alfano I de Salerno. Sin embargo, la sede de Sant'Angelo dei Lombardi pronto pareció ser sufragánea de la arquidiócesis de Conza. Del siglo XII sólo se conoce un obispo de Sant'Angelo, Giovanni, documentado de 1174 a 1183, y que participó en el Concilio de Letrán de 1179.
Las excavaciones arqueológicas realizadas a finales del siglo XX en el castillo de Sant'Angelo sacaron a la luz los restos de una gran estructura basílica, que data de la época normanda entre los siglos XI y XII e identificable con la primitiva catedral diocesana, dedicada al mártir san Antonino de Plasencia. Posteriormente la catedral fue trasladada, probablemente en el siglo XIV, a su posición actual. Fue reconstruida o remodelada varias veces debido a los frecuentes terremotos que han devastado Irpinia a lo largo del tiempo.
En el territorio diocesano fue fundada, por san Guillermo de Vercelli, en la primera mitad del siglo XII, la abadía del Santísimo Salvador del Goleto, que vio su máximo esplendor durante los siglos XII y en XII; caída en desgracia, en 1515, el papa León X la unió a la Real Casa de la Santísima Anunciación de Nápoles.
A partir de 1540 la diócesis fue unida aeque principaliter a la diócesis de Bisaccia. En 1590 fue abierto el seminario diocesano, cerrado después en 1628. Un siglo después, en 1738, el obispo Antonio Manerba lo reabrió en algunos locales del palacio episcopal, hasta que en 1746 el mismo Manerba edificó un nuevo edificio al lado del episcopio.
Entre los obispos de Sant'Angelo dei Lombardi y Bisaccia se distingue en modo particular Gaspare Paluzzi degli Albertoni (1601-1614), sobrino del papa Urbano VII, gobernador de las provincias de Umbría y de Roma y nuncio apostólico en Portugal, donde murió.
Al inicio del siglo XIX la diócesis comprendía los centros habitados de Sant'Angelo dei Lombardi, Lioni, Guardia y Torella. El 27 de junio de 1818, mediante bula De utiliori de Pío VII la diócesis de Monteverde fue suprimida y su territorio, constituido por las comunas de Monteverde y de Carbonara, fue incorporado a la diócesis de Sant'Angelo dei Lombardi. Más tarde se agregó la abadía del Goleto.

### Conza

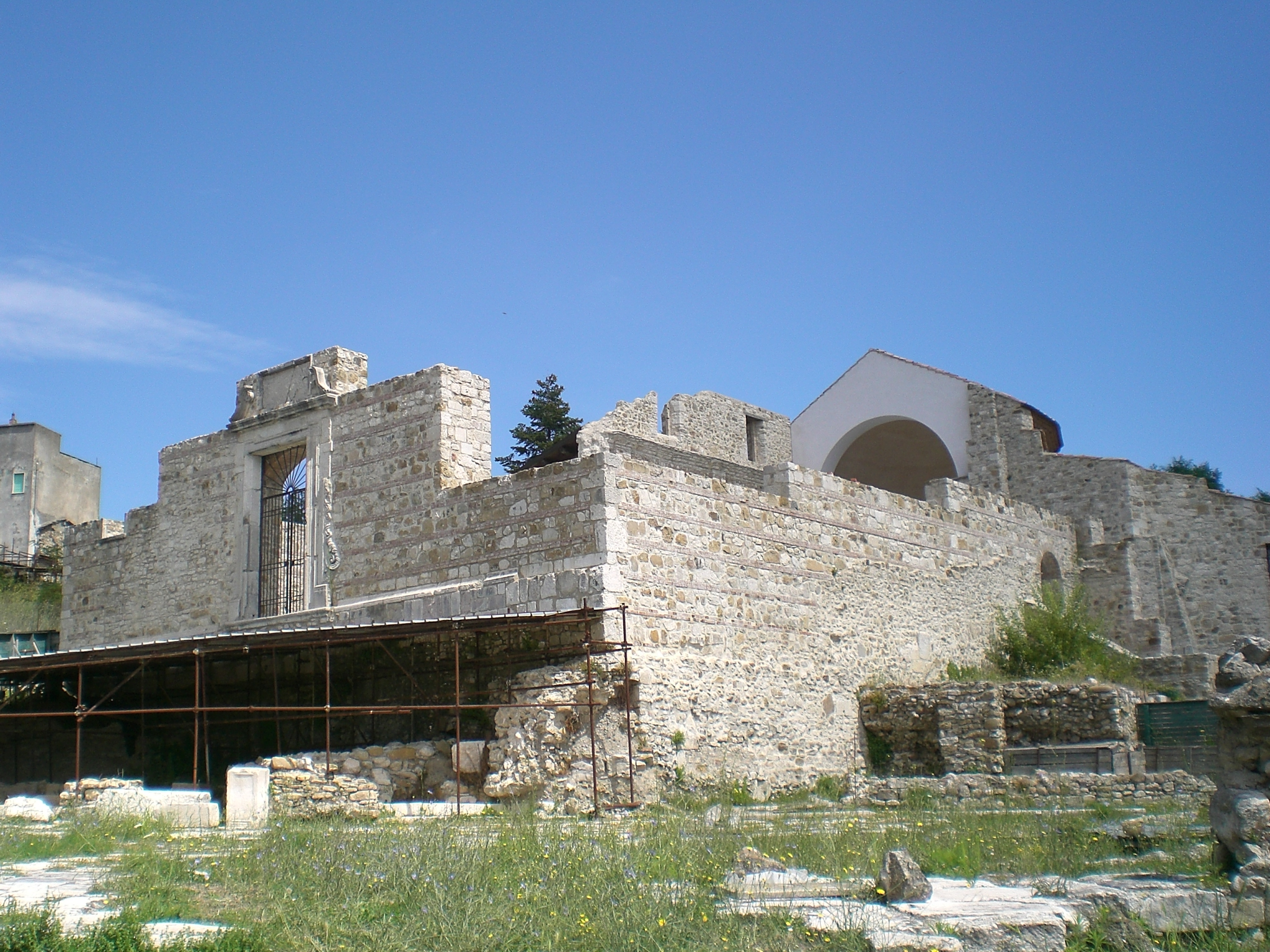
Restos de la antigua catedral de Conza, destruida por el terremoto de Irpinia de 1980

Se desconocen los orígenes de la diócesis de Conza, que algunos autores remontan a la época de Constantino I. La diócesis está documentada por primera vez en el siglo VIII, cuando el obispo Ladu (Lando) participó en el sínodo convocado en Roma por el papa Zacarías en 743.
Igualmente desconocido es el momento en que Conza fue elevada al rango de sede metropolitana. En la bula del papa Juan XV del 12 de julio de 989, Conza aparece entre las sufragáneas de la arquidiócesis de Salerno; la misma indicación se repite en las bulas de los pontífices posteriores Sergio IV (1012), Benedicto VIII (1016) y Clemente II (1047). En el decreto sinodal emitido el 2 de mayo de 1050 con motivo de la canonización de san Gerardo de Toul, por primera vez Pietro di Conza firmó como arzobispo. Sin embargo, es probable que haya habido algunas protestas de los metropolitanos de Salerno; de hecho en las bulas posteriores de 1051, 1058 y 1059 Conza todavía aparece entre las sufragáneas de Salerno y Pietro como un simple obispo. Los papas Alejandro II y Gregorio VII (hacia 1080/85) confirmaron el sometimiento de Conza a Salerno. «En 1098 Urbano II, al tiempo que reafirmaba la ya única supremacía teórica de los arzobispos de Salerno sobre los obispos de Conza y Acerenza, reconoció el hecho consumado de la elevación de estos últimos a la dignidad arzobispal».
A finales del siglo XII están documentadas las diócesis sufragáneas de Conza: Muro Lucano, Satriano, Monteverde, Lacedonia, Sant'Angelo dei Lombardi y Bisaccia.
Entre los primeros obispos de Conza, después de Ladu, resaltan: Pietro I, que sin embargo aparece en un diploma del 967 considerado espurio; un obispo anónimo, fallecido durante el terremoto que destruyó Conza en 990; Pietro II, documentado en varias ocasiones entre 1050 y 1059 y que fue el primero en tener el título de arzobispo; Leone, mencionado en la historia de la traducción de las reliquias de san Nicolás de Bari, escrita por Giovanni diácono; Gregorio, que en 1103 donó a sus canónigos la iglesia de San Martino de Silere; Roberto, documentado desde 1121/1124 hasta 1129; san Herberto, patrono de Conza.
La catedral de Conza fue consagrada en 1122 o 1123 por el arzobispo Roberto y dedicada a la Asunción.
La ciudad episcopal fue objeto de destrucción periódica por violentos terremotos (se recuerda los de 1456, 1466, 1561, 1694, 1702, 1732), que provocaron su despoblación y progresivo abandono. A partir del siglo XIV, o del XV, los arzobispos abandonaron Conza y fijaron su residencia en varios centros de la arquidiócesis, entre ellos Calitri y Santomenna, hasta instalarse finalmente en Sant'Andrea di Conza, donde se erigió un nuevo episcopio, actualmente sede comunal, y la iglesia local de San Miguel erigida como procatedral. Durante el episcopado de Francesco Paolo Nicolai (1716-1731), se estableció el seminario arzobispal en Sant'Andrea di Conza. También en Santomenna había un episcopio, un seminario y la procatedral de San Caetano, edificios que fueron destruidos en el terremoto de 1980.
El 27 de junio de 1818, mediante la bula De utiliori del papa Pío VII, los arzobispos de Conza recibieron la administración perpetua de la diócesis de Campagna, a la que se unía el territorio de la suprimida diócesis de Satriano. Con la misma bula se rediseñó la provincia eclesiástica de Conza, que entonces incluía las diócesis de Campagna, Lacedonia y Muro Lucano y las sedes unidas de Sant'Angelo dei Lombardi y Bisaccia.
A principios del siglo XIX, la arquidiócesis estaba compuesta por 24 centros: Conza, Sant'Andrea di Conza, Pescopagano, Calitri, Cairano, Andretta, Teora, Caposele, Calabritto, Quaglietta, Senerchia, Senerchia, Auletta, Buccino, Castelnuovo di Conza, Colliano, Contursi Terme, Laviano, Oliveto Citra, Palomonte, Salvitelle, San Gregorio Magno, Santomenna, Valva y Vietri di Potenza.

### Las sedes unidas
El 30 de septiembre de 1921 mediante la bula Ad christifidelium del papa Benedicto XV, terminó el régimen de administración perpetua y se restableció la diócesis de Campagna, inmediatamente sujeta a la Santa Sede. Al mismo tiempo, la arquidiócesis de Conza se unió aeque principaliter a las diócesis de Sant'Angelo dei Lombardi y Bisaccia, y también perdió 13 comunas que fueron cedidas a la diócesis de Campagna. Giulio Tommasi, exobispo de Sant'Angelo dei Lombardi y de Bisaccia, también fue nombrado arzobispo de Conza, pero continuó manteniendo su residencia en Sant'Angelo dei Lombardi, al igual que sus sucesores.
El 4 de agosto de 1973, Gastone Mojaisky Perrelli, obispo de Nusco, fue nombrado también arzobispo de Conza y obispo de Sant'Angelo dei Lombardi y Bisaccia, uniendo así, in persona episcopi, las cuatro sedes irpinas.
El 8 de septiembre de 1976 la arquidiócesis de Conza cedió la comuna de Pescopagano a la diócesis de Melfi. El 30 de abril de 1979 perdió también su dignidad metropolitana en virtud de la bula Quamquam Ecclesia del papa Juan Pablo II, manteniendo su título de arzobispado. La diócesis de Nusco y la arquidiócesis de Conza, con las antiguas sufragáneas de Sant'Angelo dei Lombardi, Bisaccia y Lacedonia, pasaron a formar parte de la provincia eclesiástica de la arquidiócesis de Benevento.
El terremoto del Irpinia de 1980 ha prácticamente destruido el patrimonio cultural de las diócesis del alta Irpinia. En particular fue destruida la población de Conza y su antigua catedral, reducida actualmente a pocos vestigios.
El 30 de septiembre de 1986, con el decreto Instantibus votis de la Congregación para los Obispos, la arquidiócesis de Conza y las diócesis de Sant'Angelo dei Lombardi, Bisaccia y Nusco se unieron con la fórmula plena unione y asumió la nueva circunscripción eclesiástica nacida de la unión el nombre de la arquidiócesis de Sant'Angelo dei Lombardi-Conza-Nusco-Bisaccia.
El 18 de octubre de 1995 la arquidiócesis se amplió incorporando la comuna de Rocca San Felice, que pertenecía a la diócesis de Avellino.
El 25 de enero de 1998, con una nueva variación territorial como consecuencia del decreto Quo uberius de la Congregación para los Obispos, la diócesis incorporó las comunas de Frigento (antiguo obispado), Sturno, Gesualdo y Villamaina, que pertenecían a la diócesis de Avellino y cedió la comuna de Vallata a la de diócesis de Ariano Irpino-Lacedonia.

## Estadísticas
Según el Anuario Pontificio 2023 la arquidiócesis tenía a fines de 2022 un total de 72 400 fieles bautizados.
| Año                                                                             | Población            | Población | Población      | Sacerdotes | Sacerdotes    | Sacerdotes    | Bautizados por sacerdote | Diáconos permanentes | Religiosos | Religiosos | Parroquias |
| Año                                                                             | Bautizados católicos | Total     | % de católicos | Total      | Clero secular | Clero regular | Bautizados por sacerdote | Diáconos permanentes | Varones    | Mujeres    | Parroquias |
| ------------------------------------------------------------------------------- | -------------------- | --------- | -------------- | ---------- | ------------- | ------------- | ------------------------ | -------------------- | ---------- | ---------- | ---------- |
| Arquidiócesis de Conza, Sant'Angelo dei Lombardi y Bisaccia                     |                      |           |                |            |               |               |                          |                      |            |            |            |
| 1950                                                                            | 91 646               | 91 898    | 99.7           | 68         | 58            | 10            | 1347                     |                      | 10         | 73         | 22         |
| 1970                                                                            | 83 765               | 85 500    | 98.0           | 73         | 60            | 13            | 1147                     |                      | 19         | 92         | 24         |
| 1980                                                                            | 62 200               | 63 200    | 98.4           | 59         | 38            | 21            | 1054                     |                      | 25         | 80         | 22         |
| Diócesis de Nusco                                                               |                      |           |                |            |               |               |                          |                      |            |            |            |
| 1950                                                                            | 38 700               | 38 810    | 99.7           | 53         | 49            | 4             | 730                      |                      | 4          | 38         | 19         |
| 1970                                                                            | 34 200               | 34 500    | 99.1           | 23         | 18            | 5             | 1486                     |                      | 7          | 45         | 20         |
| 1980                                                                            | 31 868               | 32 775    | 97.2           | 26         | 20            | 6             | 1225                     |                      | 7          | 31         | 19         |
| Arquidiócesis de Sant'Angelo dei Lombardi-Conza-Nusco-Bisaccia                  |                      |           |                |            |               |               |                          |                      |            |            |            |
| 1990                                                                            | 92 800               | 93 000    | 99.8           | 62         | 45            | 17            | 1496                     |                      | 18         | 117        | 40         |
| 1999                                                                            | 101 500              | 103 000   | 98.5           | 63         | 38            | 25            | 1611                     | 1                    | 31         | 78         | 45         |
| 2000                                                                            | 88 500               | 89 825    | 98.5           | 64         | 39            | 25            | 1382                     | 1                    | 47         | 83         | 45         |
| 2001                                                                            | 88 500               | 89 825    | 98.5           | 67         | 40            | 27            | 1320                     | 1                    | 57         | 83         | 45         |
| 2002                                                                            | 85 000               | 85 479    | 99.4           | 68         | 38            | 30            | 1250                     | 2                    | 57         | 83         | 45         |
| 2003                                                                            | 85 000               | 85 470    | 99.5           | 67         | 37            | 30            | 1268                     | 2                    | 70         | 86         | 45         |
| 2004                                                                            | 84 500               | 85 000    | 99.4           | 67         | 41            | 26            | 1261                     | 2                    | 50         | 78         | 35         |
| 2010                                                                            | 83 000               | 83 500    | 99.4           | 65         | 41            | 24            | 1276                     | 1                    | 35         | 73         | 36         |
| 2014                                                                            | 84 300               | 84 900    | 99.3           | 61         | 37            | 24            | 1381                     |                      | 29         | 60         | 36         |
| 2017                                                                            | 79 130               | 80 900    | 97.8           | 56         | 34            | 22            | 1413                     | 4                    | 27         | 40         | 36         |
| 2020                                                                            | 77 050               | 78 000    | 98.8           | 54         | 31            | 23            | 1426                     | 4                    | 29         | 25         | 36         |
| 2022                                                                            | 72 400               | 72 871    | 99.4           | 45         | 29            | 16            | 1608                     | 4                    | 25         | 23         | 36         |
| Fuente: Catholic-Hierarchy, que a su vez toma los datos del Anuario Pontificio. |                      |           |                |            |               |               |                          |                      |            |            |            |

### Vida consagrada
En el territorio diocesano desarrollan sus actividades pastorales religiosos y 60 religiosas. Los institutos presentes en la diócesis son:
Institutos masculinos

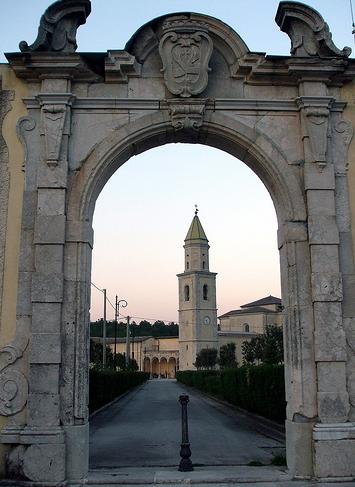
Portal del Convento de San Francesco en Folloni (Montella), de la Orden de los Hermanos Menores

- Congregación del Santísimo Redentor
- Franciscanos de la Inmaculada
- Orden de los Hermanos Menores Capuchinos
- Orden de los Hermanos Menores
- Orden del Hermanos Menores Conventuales
- Pequeños Hermanos de Jesús Caritas

Institutos femeninos
- Maestras de Santa Dorotea
- Siervas de la Caridad
- Congregación de Marta y María
- Hermanas de Jesús Redentor
- Hermanas de las Divinas Vocaciones
- Hermanas Gerardinas de San Antonio Abad
- Pequeñas Hermanas Sagrada Familia de Conza
- Hermanas Franciscanas de la Inmaculada
- Hijas de la Sabiduría
- Hermanas Reparadoras del Sagrado Corazón
- Hermanas de los Ángeles
- Hermanas Pobres Bonaerenses de San José
- Hermanas Oblatas de Jesús y María

## Episcopologio

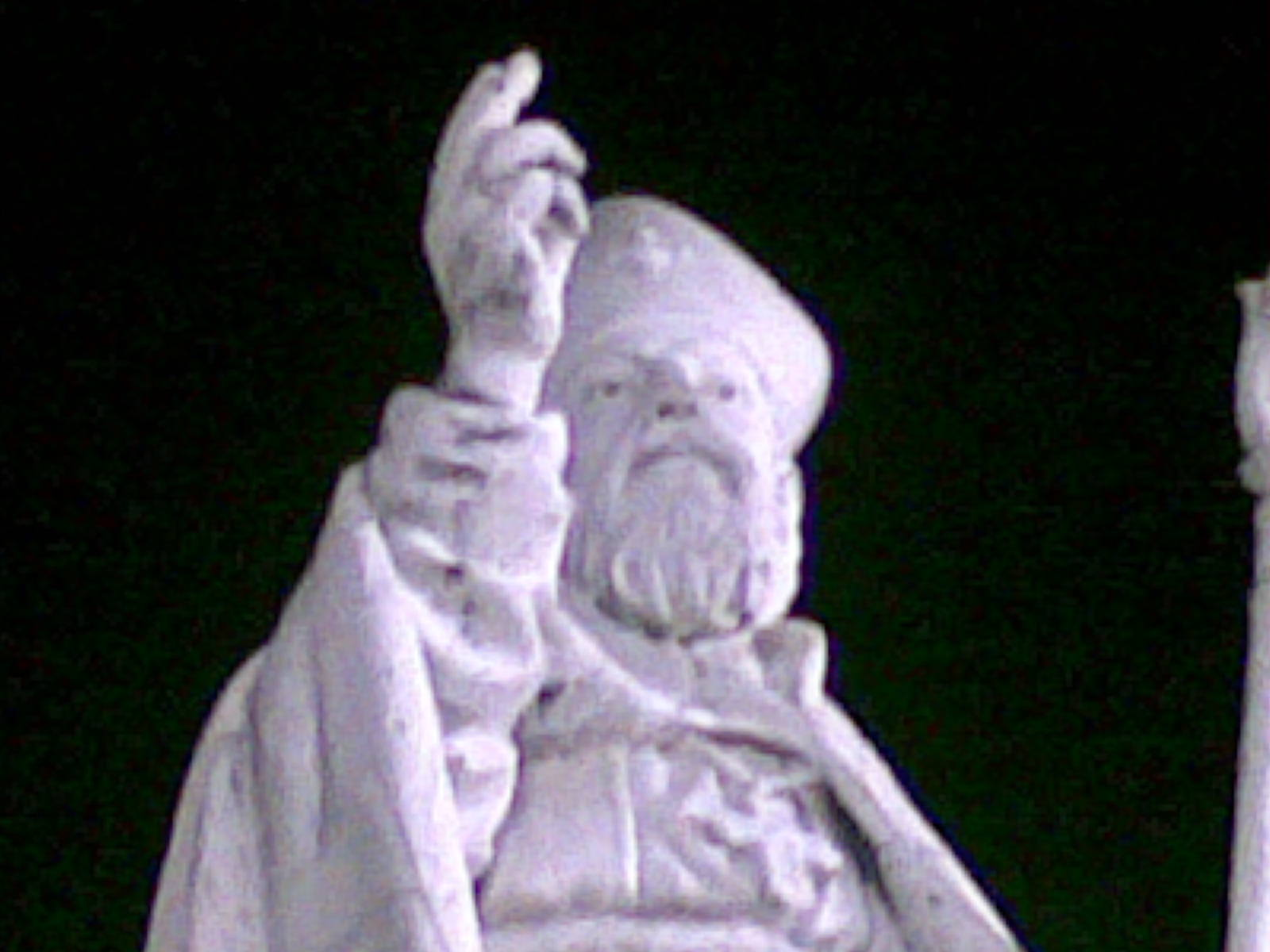
Estatua de Amadeo de Nusco, considerado el primer obispo de la antigua diócesis de Nusco, hoy venerado como santo en la Iglesia católica

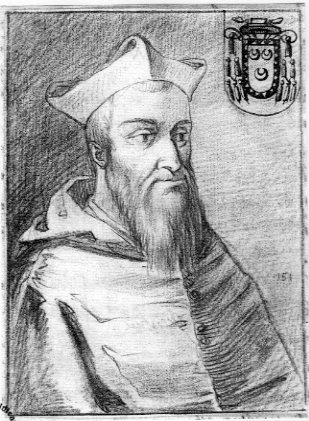
El cardenal Marcello Crescenzi fue administrador apostólico de la sede de Conza de 1546 a 1552

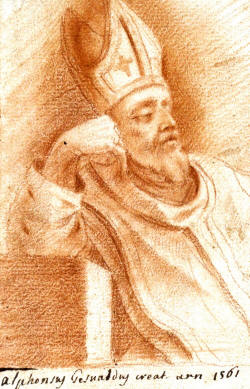
Alfonso Gesualdo ocupó la sede de Conza entre 1561 y 1572

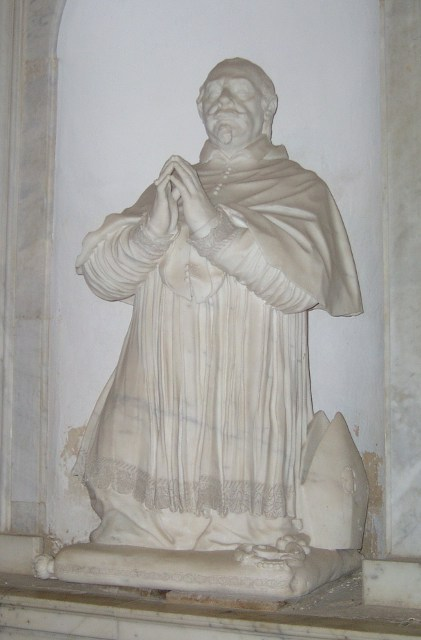
Estatua de Fabio de Lagonissa, quien fue obispo de Conza de 1622 a 1645

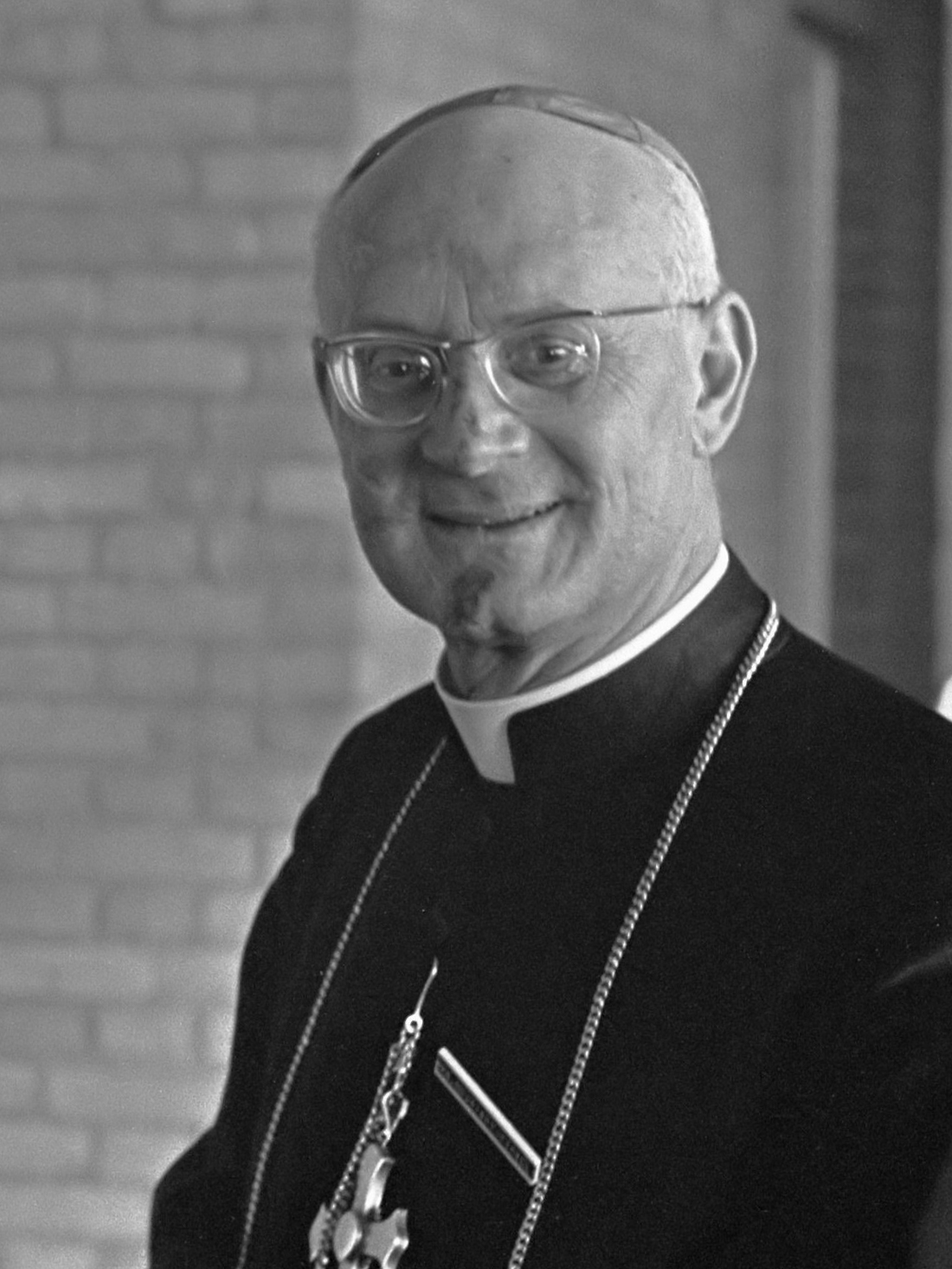
Gastone Mojaisky Perrelli fue arzobispo de las sedes de Sant'Angelo, Conza y Bisaccia, entre 1963 y 1978.

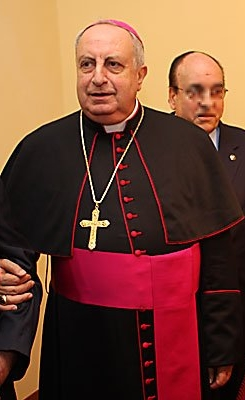
Salvatore Nunnari ocupó la sede desde 1999 hasta 2004

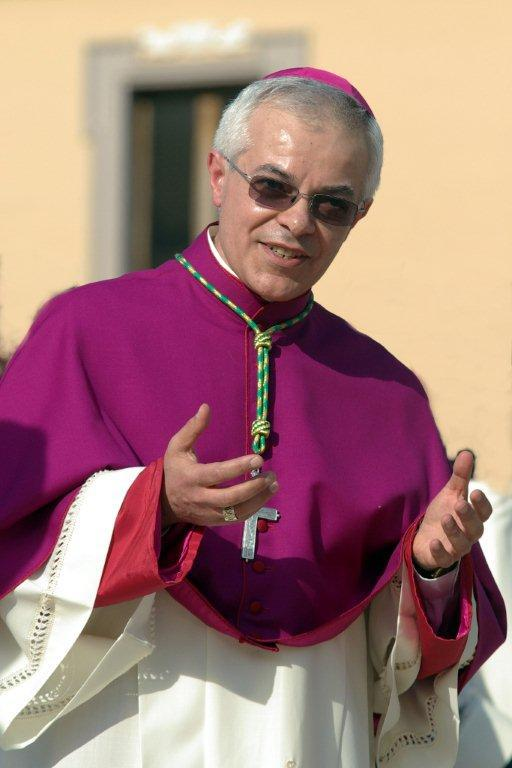
Francesco Alfano fue arzobispo de Sant'Angelo dei Lombardi-Conza-Nusco-Bisaccia entre 2005 y 2012

### Sede de Nusco
- San Amato † (después de 1076-30 de septiembre de 1093 falleció)
- Sergio † (siglo XII)[nota 3]
- Guido † (mencionado en 1104)[35]
- Ruggero I † (antes de 1143-después de 1147)[36][37]
- Guglielmo I † (antes de 1164-después de 1171)[nota 4]
- Anónimo † (mencionado en 1215)[38]
- Ruggero II † (mencionado en 1223)[38]
- Luca † (mencionado en 1258)[38]
- Anónimo † (mencionado en 1263)[38]
- Anónimo † (mencionado en 1266)[38]
- Anónimo † (mencionado como obispo electo en 1272/1273)[38]
- Giacomo, O.F.M. † (circa 1285[nota 5]-?)
- P. † (mencionado en 1296)
- Ruggero di Gesualdo † (?-1346 falleció)[38]
- Francesco † (31 de octubre de 1350-14 de febrero de 1365 nombrado obispo de Sorres)
- Arnaldo, O.P. † (14 de febrero de 1365-? falleció)[nota 6]
- Angelo Vitali, O.E.S.A. † (29 de enero de 1375-? falleció)
  - Antonio I, O.F.M. † (10 de junio de 1386-?) (obediencia aviñonesa)
  - Pietro, O.F.M. † (?-27 de agosto de 1392 nombrado antiobispo de Ventimiglia) (obediencia aviñonesa)
- Marco Porri † (26 de enero de 1394-?)
- Angelo Barrili † (9 de septiembre de 1396-?)
- Bernardo † (18 de febrero de 1400-?)
- Guglielmo II † (?-circa 1418 falleció)
- Antonio II † (24 de noviembre de 1418-1435 falleció)
- Carluccio (o Paoluccio) † (30 de mayo de 1435-1446 falleció)
- Giovannuccio Pasquali, O.F.M. † (1446-1471 falleció)[39]
- Stefano Moscatelli † (11 de octubre de 1471-1485 falleció)
- Antonio Maramaldo † (21 de noviembre de 1485-después de 1513 falleció)
- Marino Acciabianca † (después de 1513 por sucesión-1523 renunció)
- Gerolamo Acciabianca † (17 de junio de 1523-1537 falleció)
- Pier Paolo Parisio † (11 de enero de 1538-9 o 11 de mayo de 1545 falleció)
- Luigi Cavalcanti † (1 de junio de 1545-30 de enero de 1563 nombrado obispo de Bisignano)
- Alessandro Gadaletta † (30 de enero de 1563-1572 falleció)
- Pietro Persio † (23 de enero de 1573-1578 falleció)
- Patrizio Lunato Laosio † (15 de octubre de 1578-1602 falleció)
- Lazzaro Pellizzari, O.P. † (20 de noviembre de 1602-1 de octubre de 1607 nombrado obispo de Modena)
- Giovanni Battista Zuccato † (19 de noviembre de 1607-1614 renunció)
- Michele Rezia † (9 de julio de 1614-8 de agosto de 1639 nombrado obispo de Ascoli Satriano)
- Francesco Arcudi, C.R. † (19 de diciembre de 1639-7 de octubre de 1641 falleció)
- Giovanni Mauro, O.F.M.Conv. † (13 de enero de 1642-1 de noviembre de 1644 falleció)
- Aniello Campagna † (6 de marzo de 1645-enero de 1648 falleció)
- Pietro Paolo Russo † (1 de marzo de 1649-mayo de 1657 falleció)
- Benedetto Rocci, O.Carm. † (6 de mayo de 1658-1661 falleció)
- Angelo Picchetti † (16 de enero de 1662-28 de septiembre de 1668 falleció)
- Fulgenzio Arminio Monforti, O.E.S.A. † (1 de abril de 1669-1680 renunció)
- Benedetto Giacinto Sangermano † (7 de octubre de 1680-7 de junio de 1702 falleció)
- Giacinto Dragonetti, C.O. † (5 de marzo de 1703-11 de septiembre de 1724 nombrado obispo de los Marsis)
- Nicolò Tupputi † (11 de septiembre de 1724-enero de 1740 falleció)
- Gaetano de Arco † (6 de marzo de 1741-25 de mayo de 1753 falleció)
- Francesco Antonio Bonaventura † (26 de noviembre de 1753-15 de junio de 1788 falleció)
  - Sede vacante (1788-1792)
- Francesco Saverio De Vivo † (27 de febrero de 1792-1797 falleció)
  - Sede vacante (1797-1818)
- Matteo Aceto † (21 de diciembre de 1818-18 de agosto de 1819 falleció)
- Pasquale de Nicolais † (21 de febrero de 1820-15 de mayo de 1835 depuesto)
- Francesco-Paolo Mastropasqua † (2 de octubre de 1837-26 de junio de 1848 falleció)
- Giuseppe Autelitano † (28 de septiembre de 1849-11 de enero de 1854 falleció)
- Michele Adinolfi † (30 de noviembre de 1854-23 de marzo de 1860 nombrado obispo de Nocera dei Pagani)
- Gaetano Stiscia † (23 de marzo de 1860-24 de abril de 1870 falleció)
- Giovanni Acquaviva, C.O. † (22 de diciembre de 1871-26 de enero de 1893 falleció)
- Giuseppe Consenti, C.SS.R. † (26 de enero de 1893 por sucesión-12 de junio de 1893 nombrado obispo de Lucera)
- Emilio Alfonso Todisco Grande † (12 de junio de 1893-24 de agosto de 1896 falleció)
- Michele Arcangelo Pirone † (30 de noviembre de 1896-6 de febrero de 1909 falleció)
- Angelo Giacinto Scapardini, O.P. † (29 de abril de 1909-10 de septiembre de 1910 renunció[nota 7])
- Luigi Paulini † (11 de septiembre de 1911-10 de marzo de 1919 nombrado obispo de Concordia)
- Pasquale Mores † (15 de diciembre de 1919-31 de enero de 1950 renunció[nota 8])
- Guido Maria Casullo † (29 de mayo de 1951-11 de febrero de 1963 nombrado obispo auxiliar de Pinheiro[nota 9])
- Gastone Mojaisky Perrelli † (10 de mayo de 1963-18 de noviembre de 1978 renunció)
- Mario Miglietta † (18 de noviembre de 1978-21 de febrero de 1981 nombrado arzobispo titular a título personal de Ugento-Santa Maria di Leuca)
- Antonio Nuzzi † (21 de febrero de 1981-30 de septiembre de 1986 nombrado arzobispo de Sant'Angelo dei Lombardi-Conza-Nusco-Bisaccia)

### Sede de Bisaccia
- Basilio † (mencionado en 1097)[40][41]
- Atinolfo † (mencionado en 1138)[12]
- Riccardo † (antes de 1174-después de 1179)[12][42]
- Guglielmo † (mencionado en 1197)[12][42]
- Roberto † (antes de 1212-después de 1221)[42]
- Lodato † (30 de septiembre de 1254[nota 10]-?)
  - Anónimo † (1265-circa 1272/1273 muerto o depuesto) (obispo electo)[42][nota 11]
- Giacomo di Atina, O.S.B. † (antes de diciembre de 1275-después de agosto de 1278)[42]
- Benedetto † (circa 1282[nota 12]-20 de abril de 1288 nombrado obispo de Avellino)
  - Manfredo † (2 de junio de 1291-?) (administrador apostólico)
- Francesco † (antes de 1310-19 de mayo de 1311 nombrado obispo de Ascoli Satriano)
- Giacomo † (19 de mayo de 1311-1328 falleció)
  - Giovanni I, O.F.M. † (20 de marzo de 1329-1329 falleció) (obispo electo)
- Francesco Bestagno, O.P. † (11 de septiembre de 1329-1351 falleció)
- Nicola I, O.P. † (27 de junio de 1351-?)
- Benedetto Colonna † (1353-?)
- Giovanni II † (?-13 de septiembre de 1364 nombrado obispo de Terralba)
- Costantino da Termoli, O.E.S.A. † (26 de marzo de 1365-3 de noviembre de 1368 nombrado obispo de Montecorvino).[43]
- Stefano † (1368-1369 renunció)
- Francesco de Capite, O.F.M. † (21 de febrero de 1369-? falleció)
  - Siffredo Reynardi, O.E.S.A. † (17 de agosto de 1385-1386 falleció) (obediencia aviñonesa).[44]
- Nicola II † (9 de junio de 1386-?)
- Leone † (21 de agosto de 1389-?)
- Giovanni Angeli † (13 de junio de 1410-? falleció)[45]
- Guglielmo Nicolai † (3 de noviembre de 1428-? falleció)
- Petruccio de Migliolo † (12 de junio de 1450-30 de enero de 1463 nombrado obispo de Lacedonia)
- Martino de Maggio † (8 de abril de 1463-24 de agosto de 1487 nombrado obispo de Bisceglie)
- Bernardino Barbiani † (24 de agosto de 1487-?)
- Gaspare de Corbara † (12 de noviembre de 1498-23 de diciembre de 1517 renunció)
- Nicola Volpe † (23 de diciembre de 1517-1540 falleció)
  - Sede unida aeque principaliter con Sant'Angelo dei Lombardi (1540-1921)

### Sede de Sant'Angelo dei Lombardi
- R. † (mencionado en 1080/1085)
- Giovanni I † (1174-1183)
- Riccardo † (mencionado en 1217)
- Giovanni II † (antes de 1246-después de 1259)
- Ruggero † (antes 1263-1266)
  - Sede vacante (1266/68 - 1272/73)
- Bonfiglio † (mencionado en 1295)
- Lorenzo † (?-1346)
- Pietro dell'Aquila † (1347-1348)
- Roberto Estore, O.E.S.A. † (1348-?)
- Giacomo † (mencionado en 1375)
- Alessandro † (?-1398)
- Pietro † (1398-1413)
  - Sede vacante (1413-1418)
- Antonio da Barletta † (1418-1427)
- Pietro de Agello, O.S.B.Coel. † (1427-1447)
- Pessulo da Sorrento † (1447-?)
- Giacomo, O.E.S.A. † (1468-1477)
- Michele † (1477-1485)
- Edoardo Ferro † (1485-1491)
- Biagio de Locha † (1492-?)
- Rainaldo Cancellieri † (1502-1540)

- R. † (mencionado en 1080/1085)[40]
- Giovanni I † (antes de 1174-después de 1183)[46][nota 13]
- Riccardo † (mencionado en 1217)[46]
- Giovanni II † (antes de 1246-después de 1259)[nota 14]
- Ruggero † (antes de 1263-después de febrero de 1266)[46]
  - Sede vacante (1266/68-1272/73)[46]
- Bonfiglio † (mencionado en 1295)[46]
- Lorenzo † (?-11 de diciembre de 1346 nombrado arzobispo de Conza)
- Pietro dell'Aquila, O.F.M. † (12 de febrero de 1347-30 de mayo de 1348 nombrado obispo de Trivento)
- Roberto Estore, O.E.S.A. † (30 de mayo de 1348-?)[nota 15]
- Giacomo † (mencionado en 1375)[47]
- Alessandro † (?-1398 falleció)
- Pietro † (24 de diciembre de 1398-1413 falleció)
  - Sede vacante (1413-1418)
- Antonio da Barletta † (7 de mayo de 1418-1427 renunció)
- Pietro de Agello, O.S.B.Coel. † (13 de octubre de 1427-1447 renunció)
- Pessulo da Sorrento † (27 de noviembre de 1447-?)
- Giacomo, O.E.S.A. † (3 de agosto de 1468-15 de enero de 1477 falleció)
- Michele † (21 de febrero de 1477-1485 falleció)
- Edoardo Ferro † (12 de agosto de 1485-1491 falleció)
- Biagio de Locha † (23 de enero de 1492-? falleció)
- Rainaldo Cancellieri † (16 de diciembre de 1502-1540 nombrado obispo de Sant'Angelo dei Lombardi y Bisaccia)

### Sede de Sant'Angelo dei Lombardi y Bisaccia
- Rainaldo Cancellieri † (1540-1542 renunció)
- Valerio Cancellieri † (11 de octubre de 1542-1574 falleció)
- Pietrantonio Vicedomini † (17 de noviembre de 1574-4 de noviembre de 1580 nombrado obispo de Avellino y Frigento)
- Giovanni Battista Pietralata † (12 de diciembre de 1580-1585 renunció)
- Antonello de Folgore † (27 de noviembre de 1585-1590 falleció)
- Flaminio Torricella † (30 de enero de 1591-1600 falleció)
- Gaspare Paluzzi degli Albertoni † (4 de abril de 1601-1614 falleció)
- Francesco Diotallevi † (21 de julio de 1614-1622 falleció)
- Ercole Rangoni † (2 de mayo de 1622-24 de abril de 1645 nombrado arzobispo de Conza)
- Gregorio Coppino, O.S.B. † (12 de junio de 1645-octubre o noviembre de 1645 falleció)
- Alessandro Salzillo † (12 de mayo de 1646-1646 falleció)
- Ignazio Cianti, O.P. † (7 de enero de 1647-febrero o marzo de 1661 renunció)
- Tommaso de Rosa † (16 de enero de 1662-8 de mayo de 1679 nombrado obispo de Policastro)
- Giovanni Battista Nepita † (8 de enero de 1680-26 de marzo de 1685 nombrado obispo de Massa Lubrense)
- Giuseppe Mastellone † (14 de mayo de 1685-junio de 1721 falleció)
- Giuseppe Galliani † (1 de diciembre de 1721-abril de 1727 falleció)
- Angelo Maria Nappi, O.S.M. † (25 de junio de 1727-diciembre de 1734 falleció)
- Antonio Manerba (Malerba) † (25 de mayo de 1735-septiembre de 1761 falleció)
- Domenico Volpe † (25 de enero de 1762-12 de marzo de 1783 falleció)
  - Sede vacante (1783-1792)
- Carlo Nicodemi † (26 de marzo de 1792-2 de marzo de 1808 falleció)
  - Sede vacante (1808-1818)
- Bartolomeo Goglia † (21 de diciembre de 1818-20 de abril de 1840 falleció)
- Ferdinando Girardi, C.M. † (22 de julio de 1842-21 de diciembre de 1846 nombrado obispo de Nardò)
- Giuseppe Gennaro Romano † (21 de diciembre de 1846-17 de junio de 1854 renunció[nota 16])
- Giuseppe Maria Fanelli † (23 de junio de 1854-8 de junio de 1891 falleció)
- Nicola Lo Russo † (8 de junio de 1891 por sucesión-9 de abril de 1897 falleció)
- Giulio Tommasi † (19 de abril de 1897-30 de septiembre de 1921 nombrado arzobispo de Conza y obispo de Sant'Angelo dei Lombardi y Bisaccia)
  - Sedes unidas aeque principaliter con Conza (1921-1986)

### Sede de Conza
- Ladu (Pelagio?) † (mencionado en 743)[nota 17]
- Pietro I? † (mencionado en 967)[nota 18]
- Anónimo † (?-990 falleció)[48]
- Pietro II † (antes de 1050-después de 1059)[48]
- Leone † (mencionado en 1087)
- Gregorio † (mencionado en 1103)
- Roberto † (antes de 1121/1124-después de 1129)[48][nota 19]
- San Erberto Hoscam † (1168/1169-20 de agosto circa 1181 falleció)[49]
- Gervasio † (antes de 1184-después de 1187)[49]
- Pantaleone † (antes de noviembre de 1200-después de febrero de 1222)[49]
- G. † (mencionado como obispo electo el 29 de octubre de 1224)[49]
- Giacomo, O.S.A. † (27 de septiembre de 1225-después de 1225)[49][nota 20]
- Marino † (antes de 1253)[49][nota 21]
- Nicola Bonifazi † (24 de abril de 1254-circa 1266 falleció)
- Anónimo † (mencionado como obispo electo entre 1266 y 1268)[49]
  - Sede vacante (1268-1274)[49]
- Andrea de Alberto † (18 de agosto de 1274-circa 1277 falleció)
- Stefano de Orsinigo, O.Cist. † (circa 1277-? renunció)
- Lorenzo Biondi, O.P. † (13 de junio de 1279[nota 22]-circa 1282 falleció)
  - Sede vacante (circa 1282-1295)
- Adenolfo † (1 de octubre de 1295-2 de enero de 1301 nombrado arzobispo de Benevento)
- Consiglio Gatti, O.P. † (30 de enero de 1301-1308 falleció)
  - Sede vacante (1308-1327)
- Leone † (27 de febrero de 1327-1334 falleció)
- Pietro III † (30 de octubre de 1334-1346 falleció)
- Lorenzo † (11 de diciembre de 1346-1351 falleció)
- Filippo, O.Carm. † (17 de junio de 1351-? falleció)
- Bartolomeo † (4 de julio de 1356-1389 o 1390 falleció)
  - Bernardo de Villaria † (28 de abril de 1388-?) (obediencia aviñonesa)
- Mello Albito † (18 de mayo de 1390-después de 1412)
  - Nicola † (23 de marzo de 1395-? falleció) (obediencia aviñonesa)
  - Nicola da Cascia, O.F.M. † (15 de mayo de 1409-20 de mayo de 1422 nombrado arzobispo de Rossano) (obediencia aviñonesa)
- Gaspare de Diano † (20 de mayo de 1422-23 de febrero de 1438 nombrado arzobispo de Nápoles)
- Latino Orsini † (marzo de 1438-noviembre de 1438 nombrado arzobispo de Trani)
- Raimondo degli Ugotti, O.S.B.I. † (3 de julio de 1439-1455 falleció)
- Giovanni Conti † (26 de enero de 1455-1 de octubre de 1484 renunció)
  - Niccolò Grato Conti † (1 de octubre de 1484-20 de septiembre de 1494 falleció) (arzobispo electo)
- Francesco Conti † (8 de octubre de 1494-11 de septiembre de 1517 renunció)
- Camillo Gesualdo † (11 de septiembre de 1517-14 de junio de 1535 renunció)
  - Andrea Matteo Palmieri † (14 de junio de 1535-16 de julio de 1535 renunció) (administrador apostólico)
- Troiano Gesualdo † (16 de julio de 1535-1539 falleció)
  - Niccolò Caetani di Sermoneta † (8 de agosto de 1539-5 de mayo de 1546 nombrado arzobispo de Capua) (administrador apostólico)
  - Marcello Crescenzi † (5 de mayo de 1546-28 de mayo de 1552 falleció) (administrador apostólico)
- Ambrogio Catarino Politi, O.P. † (3 de junio de 1552-8 de noviembre de 1553 falleció)
- Gerolamo Muzzarelli, O.P. † (11 de diciembre de 1553-1561 falleció)
- Alfonso Gesualdo † (14 de abril de 1561-18 de noviembre de 1572 renunció)
- Salvatore Caracciolo † (19 de noviembre de 1572-22 de noviembre de 1573 falleció)
- Marcantonio Pescara † (15 de marzo de 1574-1584 falleció)
- Scipione Gesualdo † (28 de noviembre de 1584-1608 falleció)
- Bartolomeo Cesi † (10 de marzo de 1608-1614 renunció)
- Curzio Cocci † (3 de marzo de 1614-noviembre de 1621 falleció)
- Fabio de Lagonissa † (21 de febrero de 1622-1645 renunció)
- Ercole Rangoni † (24 de abril de 1645-13 de febrero de 1650 falleció)
- Fabrizio Campana, O.S.B.Coel. † (22 de mayo de 1651-17 de septiembre de 1667 falleció)
- Giacomo Lenza, O.S.B. † (14 de noviembre de 1667-agosto de 1672 falleció)
- Paolo Caravita, O.S.B.Oliv. † (16 de enero de 1673-26 de septiembre de 1681 falleció)
- Gaetano Caracciolo † (8 de junio de 1682-11 de agosto de 1709 falleció)
  - Sede vacante (1709-1716)
- Francesco Paolo Nicolai † (2 de septiembre de 1716-11 de agosto de 1731 falleció)
- Giuseppe Nicolai † (9 de agosto de 1731-27 de octubre de 1758 falleció)
- Marcello Capano Orsini † (12 de febrero de 1759-28 de junio de 1765 falleció)
- Cesare Antonio Caracciolo, C.R. † (9 de diciembre de 1765-27 de octubre de 1776 falleció)
- Ignazio Andrea Sambiase, C.R. † (16 de diciembre de 1776-26 de mayo de 1799 falleció)
  - Sede vacante (1799-1805)
- Gioacchino Maria Mancusi † (26 de junio de 1805-1811 falleció)
  - Sede vacante (1811-1818)
- Michele Arcangelo Lupoli † (25 de mayo de 1818-30 de septiembre de 1831 nombrado arzobispo de Salerno)[nota 23]
- Gennaro Pellini † (2 de julio de 1832-6 de octubre de 1835 falleció)
- Leone Ciampa, O.F.M.Disc. † (1 de febrero de 1836-22 de diciembre de 1848 nombrado arzobispo de Sorrento)
- Giuseppe Pappalardo † (22 de diciembre de 1848-19 de diciembre de 1849 renunció)
- Gregorio De Luca † (20 de mayo de 1850-15 de agosto de 1878 falleció)
- Salvatore Nappi † (28 de febrero de 1879-18 de octubre de 1896 renunció)
- Antonio Buglione † (18 de octubre de 1896 por sucesión-20 de febrero de 1904 falleció)
- Nicola Piccirilli † (14 de noviembre de 1904-25 de abril de 1918 nombrado arzobispo de Lanciano)
- Carmine Cesarano † (30 de septiembre de 1918-30 de septiembre de 1921 nombrado arzobispo titular a título personal de Campagna)

### Sede de Conza, Sant'Angelo dei Lombardi y Bisaccia
- Giulio Tommasi † (30 de septiembre de 1921-15 de agosto de 1936 falleció)
- Aniello Calcara † (30 de agosto de 1937-1 de julio de 1940 nombrado arzobispo de Cosenza)
- Antonio Melomo † (28 de agosto de 1940-28 de junio de 1945 falleció)
- Domenico Carullo, O.F.M. † (15 de septiembre de 1946-31 de enero de 1968 falleció)
  - Sede vacante (1968-1973)
- Gastone Mojaisky Perrelli † (4 de agosto de 1973-18 de noviembre de 1978 renunció)
- Mario Miglietta † (18 de noviembre de 1978-21 de febrero de 1981 nombrado arzobispo titular a título personal de Ugento-Santa Maria di Leuca)
- Antonio Nuzzi † (21 de febrero de 1981-30 de septiembre de 1986 nombrado arzobispo de Sant'Angelo dei Lombardi-Conza-Nusco-Bisaccia)

### Sede de Sant'Angelo dei Lombardi-Conza-Nusco-Bisaccia
- Antonio Nuzzi † (30 de septiembre de 1986-31 de diciembre de 1988 nombrado arzobispo titular a título personal de Teramo-Atri)
- Mario Milano (14 de diciembre de 1989-28 de febrero de 1998 nombrado arzobispo titular a título personal de Aversa)
- Salvatore Nunnari (30 de enero de 1999-18 de diciembre de 2004 nombrado arzobispo de Cosenza-Bisignano)
- Francesco Alfano (14 de mayo de 2005-10 de marzo de 2012 nombrado arzobispo de Sorrento-Castellammare di Stabia)
- Pasquale Cascio, desde el 27 de octubre de 2012

### Para Sant'Angelo dei Lombardi
- (en latín) Ferdinando Ughelli, Italia sacra, vol. VI, segunda edición, Venecia, 1720, col. 829-836
- (en italiano) Vincenzio d'Avino, Cenni storici sulle chiese arcivescovili, vescovili e prelatizie (nullius) del Regno delle Due Sicilie, Nápoles, 1848, pp. 613-616
- (en italiano) Giuseppe Cappelletti, Chiese d'Italia dalla loro origine sino ai nostri giorni, vol. XX, Venecia, 1866, pp. 550-556
- (en latín) Paul Fridolin Kehr, Italia Pontificia, vol. IX, Berlín, 1962, pp. 514-515
- (en alemán) Norbert Kamp, Kirche und Monarchie im staufischen Königreich Sizilien, vol. 2, Prosopographische Grundlegung: Bistümer und Bischöfe des Königreichs 1194 - 1266; Apulien und Kalabrien, Múnich, 1975, pp. 764-767
- (en latín) Pius Bonifacius Gams, Series episcoporum Ecclesiae Catholicae, Graz, 1957, p. 849
- (en latín) Konrad Eubel, Hierarchia Catholica Medii Aevi, vol. 1, p. 90; vol. 2, p. 88; vol. 3, p. 109; vol. 4, p. 84; vol. 5, pp. 85-86; vol. 6, p. 84

### Para Bisaccia
- (en latín) Ferdinando Ughelli, Italia sacra, vol. VI, segunda edición, Venecia, 1720, col. 836-838
- (en italiano) Vincenzio d'Avino, Cenni storici sulle chiese arcivescovili, vescovili e prelatizie (nullius) del Regno delle Due Sicilie, Nápoles, 1848, pp. 616-617
- (en italiano) Giuseppe Cappelletti, Chiese d'Italia dalla loro origine sino ai nostri giorni, vol. XX, Venecia, 1866, pp. 552-554
- (en latín) Paul Fridolin Kehr, Italia Pontificia, vol. IX, Berlín, 1962, p. 511
- (en alemán) Norbert Kamp, Kirche und Monarchie im staufischen Königreich Sizilien, vol. 2, Prosopographische Grundlegung: Bistümer und Bischöfe des Königreichs 1194 - 1266; Apulien und Kalabrien, Múnich, 1975, pp. 750-752
- (en latín) Pius Bonifacius Gams, Series episcoporum Ecclesiae Catholicae, Graz, 1957, pp. 849-850
- (en latín) Konrad Eubel, Hierarchia Catholica Medii Aevi, vol. 1, p. 136; vol. 2, p. 106; vol. 3, p. 109

### Para Conza
- (en latín) Ferdinando Ughelli, Italia sacra, vol. VI, segunda edición, Venecia, 1720, col. 797-829
- (en italiano) Vincenzio d'Avino, Cenni storici sulle chiese arcivescovili, vescovili e prelatizie (nullius) del Regno delle Due Sicilie, Nápoles, 1848, pp. 222-229
- (en italiano) Giuseppe Cappelletti, Chiese d'Italia dalla loro origine sino ai nostri giorni, vol. XX, Venecia, 1866, pp. 513-534
- (en latín) Paul Fridolin Kehr, Italia Pontificia, vol. IX, Berlín, 1962, pp. 505-509
- (en alemán) Norbert Kamp, Kirche und Monarchie im staufischen Königreich Sizilien, vol. 2, Prosopographische Grundlegung: Bistümer und Bischöfe des Königreichs 1194 - 1266; Apulien und Kalabrien, Múnich, 1975, pp. 742-749
- (en latín) Pius Bonifacius Gams, Series episcoporum Ecclesiae Catholicae, Graz, 1957, pp. 877-878
- (en latín) Konrad Eubel, Hierarchia Catholica Medii Aevi, vol. 1, pp. 202-203; vol. 2, p. 134; vol. 3, p. 175; vol. 4, p. 160; vol. 5, pp. 166-167; vol. 6, pp. 176-177

### Para Nusco
- (en latín) Ferdinando Ughelli, Italia sacra, vol. VII, segunda edición, Venecia, 1721, col. 532-541
- (en italiano) Vincenzio d'Avino, Cenni storici sulle chiese arcivescovili, vescovili e prelatizie (nullius) del Regno delle Due Sicilie, Nápoles, 1848, pp. 491-499
- (en italiano) Giuseppe Cappelletti, Chiese d'Italia dalla loro origine sino ai nostri giorni, vol. XX, Venecia, 1866, pp. 401-407 y 412-414
- (en latín) Paul Fridolin Kehr, Italia Pontificia, vol. VIII, Berlín, 1935, pp. 377-378
- (en alemán) Norbert Kamp, Kirche und Monarchie im staufischen Königreich Sizilien. Prosopographische Grundlegung. Bistümer und Bischöfe des Königreichs 1194-1266. 1. Abruzzen und Kampanien, Múnich, 1973, pp. 467-469
- (en latín) Pius Bonifacius Gams, Series episcoporum Ecclesiae Catholicae, Graz, 1957, pp. 908-909
- (en latín) Konrad Eubel, Hierarchia Catholica Medii Aevi, vol. 1, p. 374; vol. 2, p. 306; vol. 3, p. 261; vol. 4, p. 263; vol. 5, p. 294; vol. 6, p. 316